# Unomattina Magazine
Unomattina Magazine è stato un programma televisivo, spin-off di Unomattina, andato in onda solo nella stagione 2013-2014 su Rai 1 con la conduzione di Lorella Landi. 

## Il programma
Il programma, sulla falsariga del programma Le amiche del sabato condotto dalla stessa Lorella Landi, è incentrato sul gossip e dei personaggi del momento, che racconta con tanti ospiti in studio, i gusti e le tendenze del costume degli italiani.

## Edizioni
| Edizione | Rete  | Periodo          | Periodo        | Conduttore    |
| Edizione | Rete  | Inizio           | Fine           | Conduttore    |
| -------- | ----- | ---------------- | -------------- | ------------- |
| 1ª       | Rai 1 | 9 settembre 2013 | 30 maggio 2014 | Lorella Landi |

## Audience
| Edizione | Rete Televisiva | Anno      | Programmazione | Programmazione | Programmazione | Programmazione | Programmazione | Programmazione | Programmazione | Telespettatori | Share  |
| Edizione | Rete Televisiva | Anno      | L              | M              | M              | G              | V              | S              | D              | Telespettatori | Share  |
| -------- | --------------- | --------- | -------------- | -------------- | -------------- | -------------- | -------------- | -------------- | -------------- | -------------- | ------ |
| 1ª       | Rai 1           | 2013-2014 |                |                |                |                |                |                |                | 875 000        | 13,45% |